# Campeonato de Segunda División 1934 (Argentina)
El Campeonato de Segunda División 1934 constituyó la trigésima sexta y última temporada de la Segunda categoría del fútbol argentino en la era amateur. Inició el 27 de mayo y la etapa regular terminó el 11 de noviembre, jugándose la final el 18 de noviembre. 
Coronó campeón al Club Atlético y Social Bella Vista, tras vencer por 3 a 0 en la final a Los Andes, siendo el último campeón de la era amateur.
En la Liga Argentina de Football, se disputó por primera vez la Segunda División, donde la reserva de River Plate se consagró campeón.

## Ascensos y descensos
| Pos | Promovidos de la Primera División B 1932 |
| --- | ---------------------------------------- |
| 2°  | Gutenberg                                |
| 2°  | General San Martín                       |

| Pos | Ascendidos de la Segunda División 1933 |
| --- | -------------------------------------- |
| 1.º | Ramsar                                 |

| Pos.  | Ascendidos de la Tercera División 1933 |
| ----- | -------------------------------------- |
| 1°    | El Progreso                            |
| Prom. | Huracán de San Justo                   |

| Afiliados          |
| ------------------ |
| Almirante Brown    |
| Honor y Patria (B) |

| Descendidos de la Primera División 1933 |
| --------------------------------------- |
| No hubo                                 |

| Relegados de la Segunda División 1933 |
| ------------------------------------- |
| Huracán de Lanús                      |
| Martínez                              |
| Porteño de Morón                      |
| Villa Ballester                       |
| San Telmo                             |

De este modo, el número de participantes disminuyó a 20.

## Sistema de disputa
El campeonato se dividió en 2 zonas de 10 equipos cada una, el ganador de cada zona se enfrentó en un único partido en cancha neutral para definir al campeón. Cada zona se disputó con es sistema de todos contra todos a dos ruedas.

## Zona 1

### Tabla de posiciones final
| Pos. | Equipo                       | Pts. | PJ | PG | PE | PP | GF | GC | Dif. |
| ---- | ---------------------------- | ---- | -- | -- | -- | -- | -- | -- | ---- |
| 1.º  | Bella Vista                  | 30   | 18 | 13 | 4  | 1  | 26 | 15 | 11   |
| 2.º  | Liniers                      | 29   | 18 | 14 | 1  | 3  | 27 | 14 | 13   |
| 3.º  | 25 de Mayo                   | 24   | 18 | 11 | 2  | 5  | 19 | 10 | 9    |
| 4.º  | San Miguel                   | 24   | 18 | 11 | 2  | 5  | 26 | 20 | 6    |
| 5.º  | Florida                      | 20   | 18 | 9  | 2  | 7  | 15 | 13 | 2    |
| 6.º  | Central Argentino            | 14   | 18 | 6  | 2  | 10 | 21 | 14 | 7    |
| 7.º  | Olivos                       | 14   | 18 | 6  | 2  | 10 | 12 | 19 | −7   |
| 8.º  | Boulogne                     | 12   | 18 | 5  | 2  | 11 | 16 | 28 | −12  |
| 9.º  | La Paternal                  | 10   | 18 | 3  | 4  | 11 | 15 | 24 | −9   |
| 10.º | Defensores de Santos Lugares | 3    | 18 | 1  | 1  | 16 | 8  | 28 | −20  |

|  | Accedió a la final por el ascenso. Pasó a la Tercera División de la AFA. |
|  | Pasaron a la Tercera División de la AFA.                                 |
|  | Fueron desafiliados.                                                     |

## Zona 2

### Tabla de posiciones final
| Pos. | Equipo                 | Pts. | PJ | PG | PE | PP | GF | GC | Dif. |
| ---- | ---------------------- | ---- | -- | -- | -- | -- | -- | -- | ---- |
| 1.º  | Los Andes              | 33   | 18 | 15 | 3  | 0  | 36 | 13 | 23   |
| 2.º  | Progresista            | 23   | 18 | 9  | 5  | 4  | 24 | 11 | 13   |
| 3.º  | Estrella Blanca        | 22   | 18 | 9  | 4  | 5  | 15 | 14 | 1    |
| 4.º  | El Progreso            | 20   | 18 | 8  | 4  | 6  | 17 | 16 | 1    |
| 5.º  | Gimnasia y Esgrima (L) | 19   | 18 | 8  | 3  | 7  | 20 | 25 | −5   |
| 6.º  | Huracán (San Justo)    | 16   | 18 | 6  | 4  | 8  | 16 | 20 | −4   |
| 7.º  | Almirante Brown        | 15   | 18 | 7  | 1  | 10 | 20 | 16 | 4    |
| 8.º  | Marplatense            | 15   | 18 | 6  | 3  | 9  | 20 | 26 | −6   |
| 9.º  | Dep. Lomas             | 9    | 18 | 3  | 3  | 12 | 13 | 29 | −16  |
| 10.º | Honor y Patria         | 8    | 18 | 3  | 2  | 13 | 16 | 27 | −11  |

|  | Accedió a la final por el ascenso. Pasó a la Tercera División de la AFA. |
|  | Pasaron a la Tercera División de la AFA.                                 |
|  | Fueron desafiliados.                                                     |

## Definición del campeonato
Los ganadores de cada zona, Bella Vista y Los Andes, disputaron una final en cancha neutral para definir al campeón del torneo, que habría ascendido a Primera División.
| Final       | Final     | Final     | Final           | Final |
| Local       | Resultado | Visitante | Fecha           |       |
| ----------- | --------- | --------- | --------------- | ----- |
| Bella Vista | 3 - 0     | Los Andes | 18 de noviembre |       |

## Reestructuración
Antes de la finalización del certamen, la Asociación Argentina de Football y la Liga Argentina de Football se fusionaron, formando un único ente rector. Debido a las condiciones de la fusión, todos los equipos, incluido el campeón, de la Segunda División fueron relegados a la Tercera División, que empezaría a disputarse profesionalmente, con excepción de los equipos que fueron desafiliados.